# Mary Terán de Weiss
María Luisa Terán de Weiss (Rosario, 29 gennaio 1918 – Mar del Plata, 8 dicembre 1984) è stata una tennista argentina.

## Biografia
Si è sposata con il collega Heraldo Weiss e ha iniziato a usare il doppio cognome. Nel suo paese di origine è stata ostacolata per la sua vicinanza a Eva Peron e il suo impegno nel rendere il tennis uno sport accessibile a tutti, con la caduta del peronismo le venne proibito di giocare in Argentina.
Si è trasferita per un periodo a Montevideo per poi emigrare definitivamente in Spagna, è rientrata in Argentina l'8 dicembre 1984 quando si suicidò lanciandosi dal settimo piano di un palazzo.

## Carriera
Nei tornei del Grande Slam ha raggiunto due volte i quarti di finale, entrambe le occasioni sulla terra del Roland Garros la prima nel 1948 sconfitta da Shirley Fry e la seconda nel 1952 dove si è arresa a Hazel Redick-Smith.
Ha vinto gli Irish Open 1950 e ha disputato due finali al German Open vincendo il titolo nel 1949 e venendo sconfitta da Nancye Wynne Bolton nel 1951.
Durante i I Giochi panamericani di Buenos Aires 1951 ha partecipato a tre discipline conquistando tre medaglie tra cui due d'oro.